# Tourtière (Gascunya)
La tourtière gascona és un pastís de pomes o prunes seques originària de la regió de les Landes, a la Gascunya. Es tracta d'un pastís format per una capa de pomes, després guarnit per sobre amb la resta de la pasta que s'estira en una capa fina abans de pintar-la amb mantega fosa i Armanyac.

## Història
La tourtière és sucrada, mentre que a altres regions de l'estat francès, com a les Deux-Sèvres, és un pastís salat. La tourtière és una variant de la crostada que existeix dençà de la Roma antiga amb el nom llatí de crustata; el seu nom s'utilitza principalment a les Landes i al Bearn.
La gran revolució de la recepta va ser de fer-la amb una pasta estirada, com el baklava turc, anomenat " vel de núvia ". Tradicionalment, es reserva el terme tourtière a la pasta estirada i el de «crostada» a una pasta de full amb mantega, posterior al S. XVIII.
La crostada és més urbana i es troba a l'est del departament del Gers, mentre que la tourtière és més de ponent. Per a fer la laminació de la tourtière, el greix utilitzat era el de l'oca, passat amb l'ajuda d'una ploma sobre la pasta,.
Existeix una variant salada al nord d'Àfrica, coneguda amb el nom espanyol de pastilla o bastilla. Portada pels refugiats moriscos durant la caiguda de Granada l'any 1492, com el baklava, actualment s'elabora amb pasta fil·lo (o yufka).

## Presentació
És un pastís format per moltíssimes capes fines de pasta untada i dolça, cuita i després decorada amb pasta de full sucrada, per la seva recepta tradicional. És una recepta relativament difícil, la pasta s'ha d'estendre molt fina sobre una taula enfarinada, sense perforar-la. Ha de ser tan prim que es pugui veure a través: aquesta pasta s'anomena el "el de núvia".
Fa uns anys, per a simplificar aquesta recepta, una part de les capes de pasta han estat substituïdes per pomes en rodelles o prunes seques. Actualment, és habitual d'afegir-hi alcohol (armanyac) i després tornar al forn calent uns minuts abans de tastar-lo.
Aquest pastís tradicional és a l'origen de dues festes tradicionals a dues localitats veïnes de l'Òlt i Garona. A Pena -d'Agenés, cada any, el segon diumenge de juliol, els fabricants de la regió venen a presentar els seus millors pastissos de carn a un jurat d'especialistes locals. Després de la degustació, es premia la millor elaboradora i la seva tourtière presentada a la multitud pel grup folklòric del poble, els tortieraires. Tornon d'Agenés també celebra aquesta tradició a l'agost.

## Realització

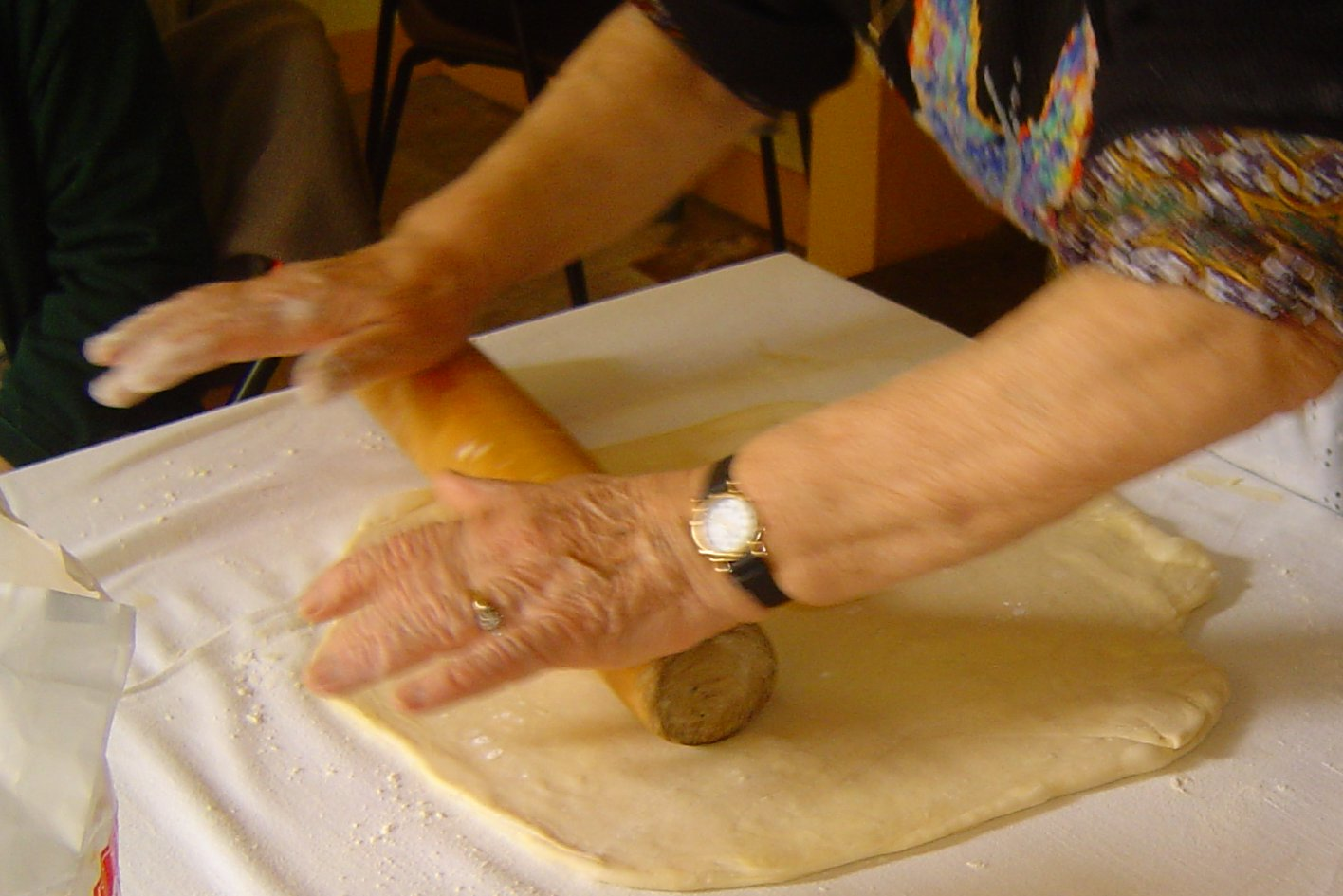
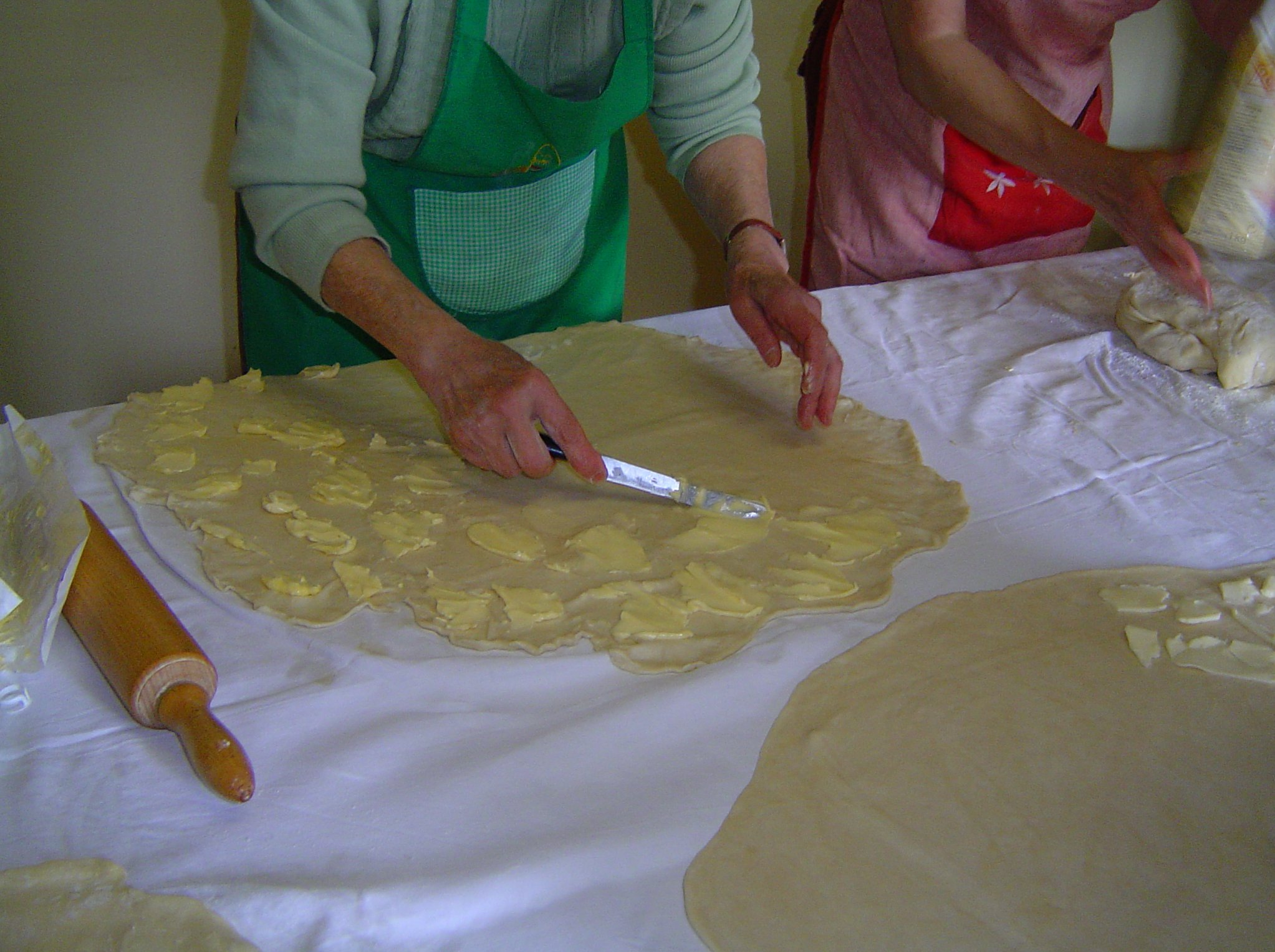
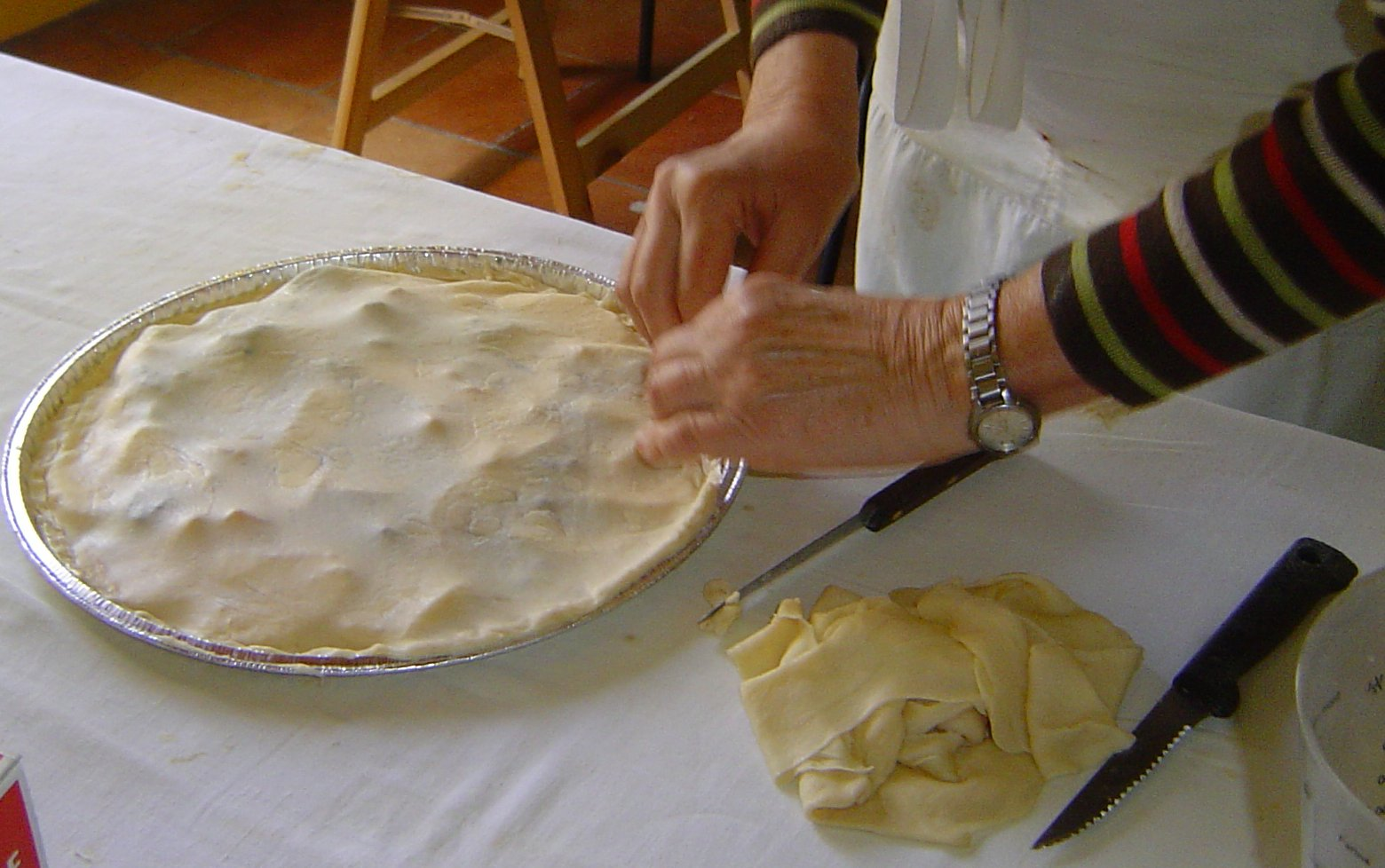

## Maridatge menjar/vi
Aquest darreria s'acompanya amb vins produïts en zones geogràfiques similars o idèntiques. Per a maridar la pcrostada amb un vi blanc dolç de la mateixa regió, com un Costers de Brajairac (côtes-de-bergerac), un dolç Galhac (gaillac), un Rosette (rosette) o un Pacherenc-du-vic-bilh.